# NCSM Caraquet (J38)
Pour les articles homonymes, voir Caraquet (homonymie) et J38.
Le NCSM Caraquet (pennant number J38) (ou en anglais HMCS Caraquet) est un dragueur de mines de la Classe Bangor lancé pour la Royal Navy (RN), mais transféré à la Royal Canadian Navy (RCN) avant sa mise en service et qui a servi pendant la Seconde Guerre mondiale.

## Conception
Le Caraquet est commandé dans le cadre du programme de la classe Bangor de 1939-40 le 28 novembre 1940 pour le chantier naval de North Vancouver Ship Repairs Limited de North Vancouver en Colombie-Britannique au Canada. La pose de la quille est effectuée le 31 janvier 1941, le Caraquet est lancé le 2 juin 1941 et mis en service le 2 avril 1942.
La classe Bangor doit initialement être un modèle réduit de dragueur de mines de la classe Halcyon au service de la Royal Navy,. La propulsion de ces navires est assurée par 3 types de motorisation: moteur diesel, moteur à vapeur à pistons et turbine à vapeur. Cependant, en raison de la difficulté à se procurer des moteurs diesel, la version diesel a été réalisée en petit nombre.
Les dragueurs de mines de classe Bangor version canadienne déplacent 683 tonnes en charge normale. Afin de pouvoir loger les chaufferies, ce navire a des dimensions plus grandes que les premières versions à moteur diesel avec une longueur totale de 54,9 mètres, une largeur de 8,7 mètres et un tirant d'eau de 2,51 mètres. Ce navire est propulsé par 2 moteurs alternatifs verticaux à triple détente alimentés par 2 chaudières à tubes d'eau à 3 tambours Admiralty et entraînant deux arbres d'hélices. Le moteur développe une puissance de 2 400 chevaux-vapeur (1 790 kW) et atteint une vitesse maximale de 16 nœuds (30 km/h).
Leur manque de taille donne aux navires de cette classe de faibles capacités de manœuvre en mer, qui seraient même pires que celles des corvettes de la classe Flower. Les versions à moteur diesel sont considérées comme ayant de moins bonnes caractéristiques de maniabilité que les variantes à moteur alternatif à faible vitesse. Leur faible tirant d'eau les rend instables et leurs coques courtes ont tendance à enfourner la proue lorsqu'ils sont utilisés en mer de face.
Les navires de la classe Bangor sont également considérés comme exiguës pour les membres d'équipage, entassant 6 officiers et 77 matelots dans un navire initialement prévu pour un total de 40.

## Histoire

### Seconde Guerre mondiale
Construit initialement pour la Royal Navy sous le nom de HMS Caraquet (J38), il est transféré en prêt à la Marine royale du Canada en 1942 et mis en service le 2 avril 1942 à Vancouver.
Après avoir fait des essais pour sa mise en service, le Caraquet se joint à la Esquimalt Force (Force d'Esquimalt) en mai 1942, la force locale de patrouille et d'escorte des convois opérant à partir d'Esquimalt, en Colombie-Britannique. Le Caraquet est l'un des navires de guerre ajoutés à la force de patrouille de la côte Ouest après l'attaque japonaise sur Pearl Harbor. La principale tâche des dragueurs de mines de la classe Bangor après leur mise en service sur la côte Ouest était d'effectuer la Western Patrol (patrouille occidentale). Celle-ci consiste à patrouiller la côte Ouest de l'île de Vancouver, à inspecter les bras de mer et les détroits et à passer les îles Scott pour se rendre dans le canal Gordon à l'entrée du détroit de la Reine-Charlotte et de revenir. En septembre, le dragueur de mines est transféré à la Prince Rupert Force, l'unité de patrouille et d'escorte opérant à partir de Prince Rupert (Colombie-Britannique), et reste avec le groupe jusqu'en mars 1943, lorsque le Caraquet reçoit l'ordre de se rendre sur la côte atlantique du Canada.
Le dragueur de mines arrive à Halifax, en Nouvelle-Écosse, le 2 mai 1943 et est affecté à la Western Local Escort Force (WLEF) (force d'escorte locale de l'Ouest) en tant qu'escorte de convoi. Le Caraquet passe à la Halifax Force (Fource Halifax), l'unité locale de patrouille et d'escorte opérant depuis Halifax en juin. À partir de juillet, le dragueur de mines entame un carénage de six semaines à Baltimore dans le Maryland, aux États-Unis. En décembre, le navire est transféré à nouveau, cette fois-ci à la Newfoundland Force' (Force de Terre-Neuve) le groupe d'escorte opérant depuis Saint-Jean de Terre-Neuve.
Le Caraquet travaille avec la Newfoundland Force jusqu'en février 1944, date à laquelle le dragueur de mines est envoyé en Europe dans le cadre de la contribution du Canada à l'invasion de la Normandie. Après son arrivée à Plymouth le 13 mars, le dragueur de mines est affecté à la 31e flottille de dragage de mines entièrement canadienne en tant que navire d'officier supérieur,. Pendant le débarquement, le Caraquet et ses collègues dragueurs de mines nettoient et marquent des chenaux à travers les champs de mines allemands menant aux plages d'invasion dans le secteur américain. Le 6 juin, la 31e flottille de dragage de mines nettoie le chenal 3, accomplissant ainsi sa tâche sans être attaqué par les allemands. Le dragueur de mines reste dans les eaux européennes jusqu'à son retour au Canada en septembre pour subir un carénage à Lunenburg (Nouvelle-Écosse).
Le Caraquet revient à Plymouth en mars 1945 et rejoint la 31e flottille de dragage de mines. Le Caraquet participe à la dernière opération combinée d'envergure sur le théâtre européen, lors d'une attaque contre les bases navales allemandes en France, jusque-là épargnées par l'effort de guerre des Alliés. Partant de Plymouth le 12 avril 1945, la 31e flottille de dragage de mines commence ses opérations dans l'embouchure de l'estuaire de la Gironde le 14 avril. Elle termine sa mission le 16 avril, sans être inquiétée par les allemands. De retour à Plymouth, la flottille rencontre un chalutier armé allemand et le capture. Le Caraquet et la 31e flottille de dragage de mines passent les cinq mois suivants à ratisser la Manche.

### Après-guerre
Le Caraquet est désarmé et retourné à la Royal Navy le 26 septembre 1945 à Sheerness. N'entrant jamais en service dans la Royal Navy, le navire est vendu à la marine portugaise le 29 juin 1946 et renommé NRP Almirante Lacerda. Utilisé principalement comme navire de reconnaissance, le Almirante Lacerda reste en service jusqu'en 1975,. Le sort du navire est contesté entre les sources. Selon J. J. Colledge, le navire est transféré au Mozambique en 1975 et le registre des navires est supprimé en 1984. Le Miramar Ship Index affirme que le navire a été démantelé en 1975.

### Honneurs de bataille
- Atlantic 1943-44
- Normandy 1944

### Participation auxconvois
Le Caraquet a navigué avec les convois suivants au cours de sa carrière:
1. Convoi ON 256
2. Convoi SC 144

### Commandement
- Lieutenant (Lt.) Aubrey Alvin Randle Dykes (RCNR) du 31 mars 1942 au 3 novembre 1943
- T/A/Lieutenant Commander (T/A/Lt.Cdr.) Anthony Hubert Gleadow Storrs (RCNR) du 4 novembre 1943 au 18 septembre 1944
- T/Lieutenant (T/Lt.) Gordon Wallace Leckie (RCNVR) du 13 novembre 1944 au 26 septembre 1945

Notes:
RCNR: Royal Canadian Naval Reserve
RCNVR: Royal Canadian Naval Volunteer Reserve 